# Pselaphopluteum motumaha
Pselaphopluteum motumaha Owens, Leschen & Carlton, 2019 è un coleottero appartenente alla famiglia Staphylinidae.
È l'unica specie nota del genere Pselaphopluteum.

## Etimologia
Il nome del genere è una concatenazione del prefisso pselaph- che è comune a tutti gli altri generi della tribù Pselaphini e della parola latina pluteum, che significa scaffale, mensola, e si riferisce alla forma simile ad una mensola delle modifiche gulari degli appartenenti a questo genere.
Il nome della specie, motumaha, è in riferimento al nome in lingua maori dell'Isola Auckland, luogo di reperimento degli esemplari, che è appunto Motu Maha.

## Distribuzione
La specie è stata reperita sull'Isola Auckland, sull'isola Adams e sull'isola di Enderby, poste 500 km a sud della Nuova Zelanda. Di seguito alcuni rinvenimenti:
1. l'olotipo maschile è stato rinvenuto, fra i rifiuti, in località Camp Cove, presso Carnley Harbor, sull'isola di Auckland, nel febbraio 1973.
2. un paratipo maschile su una pianta dell'altura Skua Gull Flat (243 m), presso Carnley Harbor, nel febbraio 1973.
3. un paratipo femminile fra il marciume vegetale dei Fairchilds Garden dell'isola Adams nel marzo 2006[1].

## Tassonomia
Dal 2019 non sono stati esaminati altri esemplari, né sono state descritte sottospecie al 2021.